# San Fernando (Chalatenango)
San Fernando è un comune del dipartimento di Chalatenango, in El Salvador.